# Tesoro del Esquilino
El Tesoro del Esquilino es un antiguo tesoro de plata romano encontrado en 1793 en la colina del Esquilino en Roma. El conjunto es un ejemplo destacado del trabajo en plata a finales del siglo IV d. C.; probablemente las piezas principales son de hacia el año 380. Desde 1866, 57 objetos, la mayor parte del tesoro, pertenece al Museo Británico.
Dos de los objetos principales del tesoro son las ornamentadas cajas grabadas en plata dorada conocidas como el "cofre de Projecta" y el "cofre de las Musas". El tesoro era parte de las pertenencias de una acomodada familia romana de alto estatus, probablemente identificable. La colección incluye ocho platos (cuatro circulares y cuatro rectangulares), un plato estriado, una jarra inscrita para "Pelegrina", un frasco con escenas en relieve, un ánfora, seis conjuntos de adornos de arreos equinos, herrajes para muebles incluyendo cuatro Tiques representando las cuatro ciudades principales del Imperio romano: Roma, Constantinopla, Antioquía y Alejandría, y dos manos apretando barandillas, y un surtido de joyas.
Aunque se ha encontrado cierto número de grandes tesoros romanos de finales de la antigüedad, la mayoría son de los márgenes del imperio (como Britania), y muy pocos objetos del periodo pueden ser atribuidos a plateros de la propia Roma, lo que otorga al Tesoro del Esquilino una "importancia especial". Este famoso tesoro se exhibe en la sala 41 del Museo Británico junto al Tesoro de Cartago y cerca de los hallazgos en tierras británicas del Tesoro de Mildenhall, el Tesoro de Hoxne, el Tesoro de Water Newton y el Lanx de Corbridge. Por lo que se observa, la mayoría de los principales tesoros de plata de época tardorromana supervivientes se encuentran en el Museo Británico.

## Descubrimiento del Tesoro

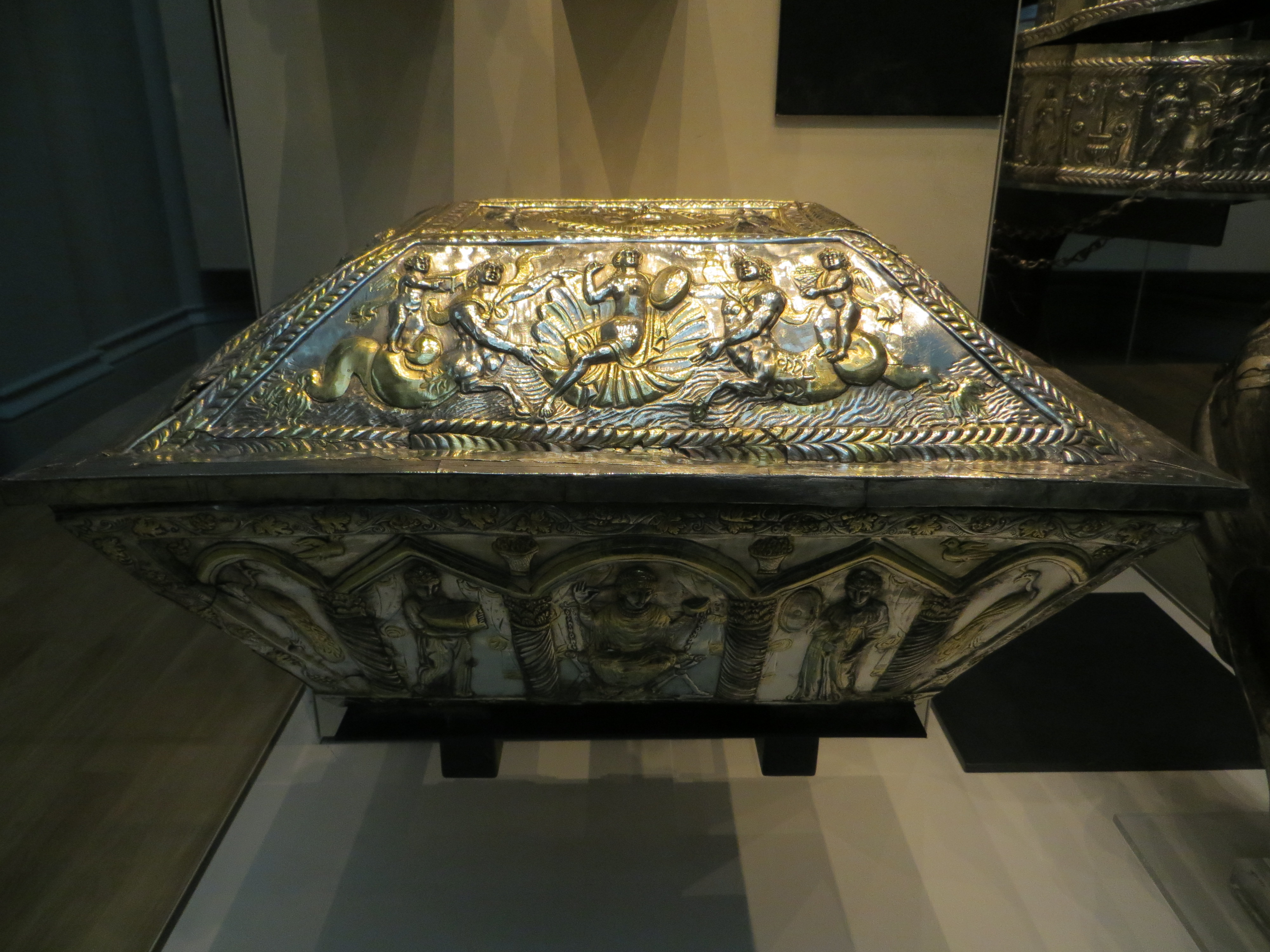
Cofre de Projecta.

En el verano de 1793 varios trabajadores encontraron una gran colección de objetos de plata durante un trabajo de excavación al pie del monte Esquilino de Roma, que había sido el área favorita de la aristocracia romana para sus casas durante todo el periodo romano. Los elementos fueron hallados en las ruinas de un edificio romano, que habían quedado integradas en varias dependencias sin usar y cubiertas por los escombros del desmoronamiento del piso superior en el monasterio de San Francesco di Paola en Roma, cuando se decidió repararlas y volver a usar. El primer registro oficial del hallazgo se realizó un año después del descubrimiento por el famoso arqueólogo clásico italiano y más tarde director del Museo Capitolino Ennio Quirino Visconti.
El tesoro pasó por muchas manos antes de ser finalmente adquirido por el coleccionista francés y ex embajador en Roma el duque de Blacas. En 1866 su colección fue vendida en su totalidad al Museo Británico. Sin embargo, otros dos elementos del tesoro se encuentran en el Museo Petit Palais de París (una trulla o patera con mango largo destinada a trasvasar líquidos, finamente ornamentada con Venus en la concha acicalándose asistida por cupidos y Adonis en el mango), y el Museo Arqueológico Nacional de Nápoles (una jarra en forma de cabeza de mujer).

## Las Tiques

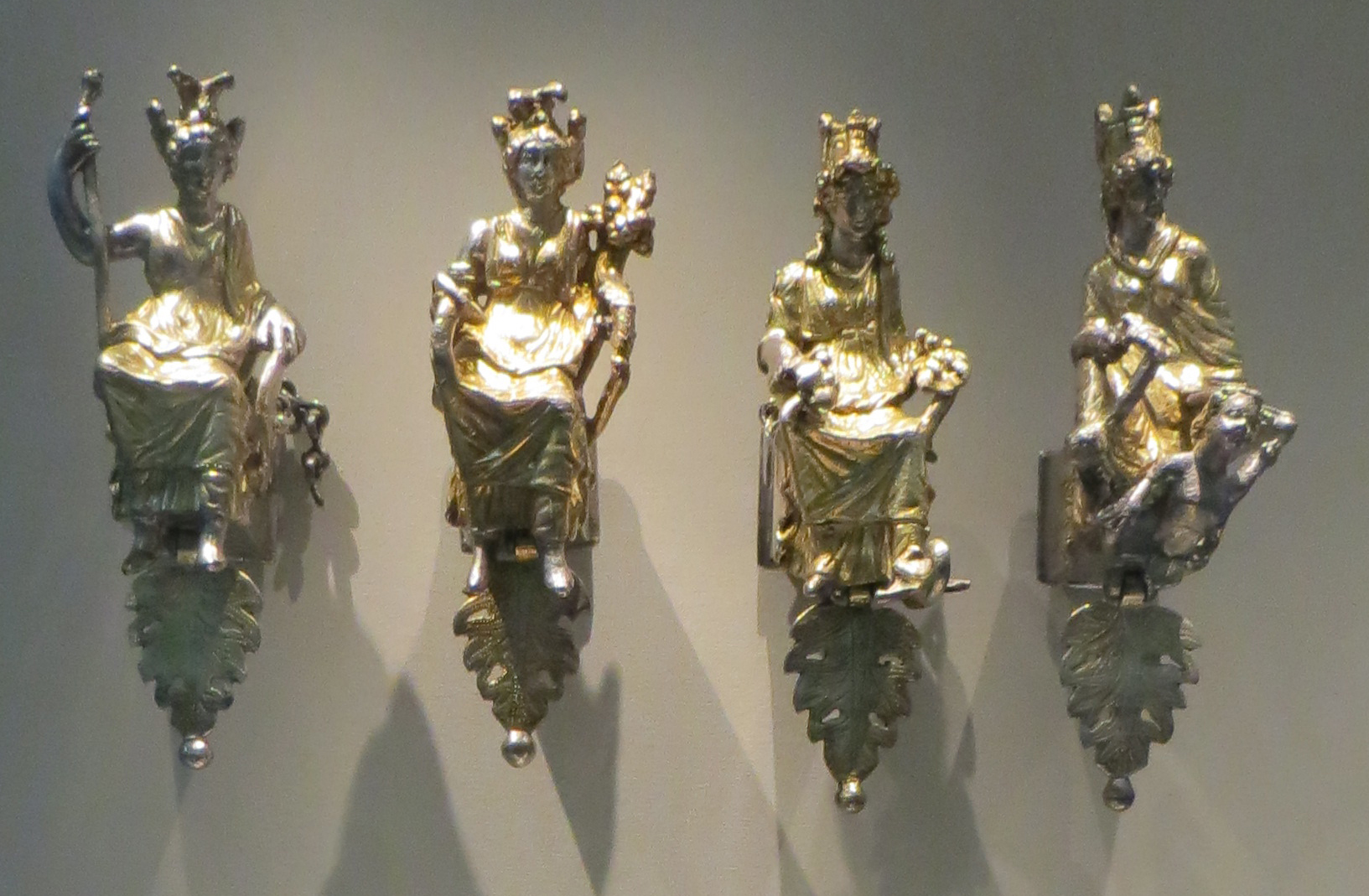
Tiques de Roma, Constantinopla, Alejandría, y Antioquía.

Las cuatro famosas Tiques sedentes de plata dorada (deidad aparecida en época helenística de la fortuna, la buena suerte y la prosperidad) cada una para cada una de las principales ciudades del imperio: la Tique de Roma con casco, lanza y escudo, la Tique de Constantinopla con una cornucopia, gavillas de trigo y la proa de un barco para la Tique de Alejandría, y un nadador masculino personificando el río Orontes a los pies de la Tique de Antioquía.

## El cofre de Projecta
El denominado cofre de Projecta (M&ME 1866,12-29,1) es uno de los ejemplos más famosos y magníficos de la artesanía en plata de la antigüedad tardía romana. Está parcialmente dorado para destacar algunas áreas, y fue hecho mediante la técnica del repujado. La caja tiene 55,9 cm de largo, 28,6 cm de alto, y 43,2 cm de ancho, un peso de 8,2 kg y el cuerpo y la tapa están unidos por tres bisagras. La base de la caja tiene asas en cada extremo y tres de las cuatro patas cortas originales.
Los cinco paneles de la tapa de la caja representan tres escenas mitológicas, un retrato doble y una escena de baño. En el panel superior de la tapa se encuentran las figuras de medio cuerpo de un hombre y una mujer dentro de una corona vegetal sostenida por erotes (o putti en términos posteriores) y una inscripción donde se lee: "SECVNDE ET PROIECTA VIVATIS EN CHRI[STO] (Secundo y Projecta, que viváis en Cristo'). El atuendo de las dos figuras es claramente el de una pareja rica de la antigüedad tardía. La mujer viste una túnica de manga larga con un collar grande. En sus manos sostiene un rollo de papiro. El hombre lleva barba y porta túnica con manga larga bajo una clámide.
Los cuatro paneles laterales muestran escenas de tocador representando las preparaciones para una boda romana de alto estatus. En el panel central aparece Venus sentada en una concha emergiendo de las olas, con un tritón con un cupido encima a cada lado, uno llevando un cesto de frutas y el otro un cofre. En los paneles laterales hay una nereida junto a un cupido montado en un hipocampo uno y en un ceto el del otro lado. Están todas las escenas entre columnas unidas por arcos y frontones alternos, todo bajo un friso con enredaderas enroscadas. Bajo el arco del panel central, Projecta es mostrada sentada en una preciosa silla y sostiene una caja decorada similar al cofre de las Musas. Lleva una túnica con mangas largas bajo un colobio o túnica de mangas cortas y se coloca un alfiler en el elaborado peinado. Se gira a la izquierda donde una sirvienta sostiene un espejo mientras la criada a su derecha porta en las manos un píxide grande. En los otros paneles dos filas de personas, cada una formada por un sirviente y una sirvienta precedidos por un joven y seguidos por una niña llevan cofres y espejos similares, jarras, jarrones y candelabros. Una pequeña inscripción en el borde frontal de la tapa informa del peso de la pieza "XXII-III", significando "[Pondo] XXII,III [Unciae],S[emuncia]" o "Veintidós libras, tres onzas y media onza" en medidas romanas.
La iconografía es típica de los regalos de boda, aunque el retrato doble es más propio de una pareja ya casada. La idea es comparar a la dueña de la caja con la diosa de la belleza. Igual que se acicala Venus en su concha, se prepara la matrona en su tocador, atendida por una multitud de sirvientes que le traen todo lo necesario, igual que Venus es atendida por personajes mitológicos. Los paneles de la parte posterior muestran una procesión dirigiéndose a las termas para el baño ritual de la novia.
El cofre ha viajado al extranjero para varias exposiciones internacionales: Nueva York en 1977–1978, Rímini en 1996, Nueva Delhi en 1997, Bombay en 1998, Tréveris en 2007, París en 2009 o Chicago en 2012–13.

## El cofre de las Musas

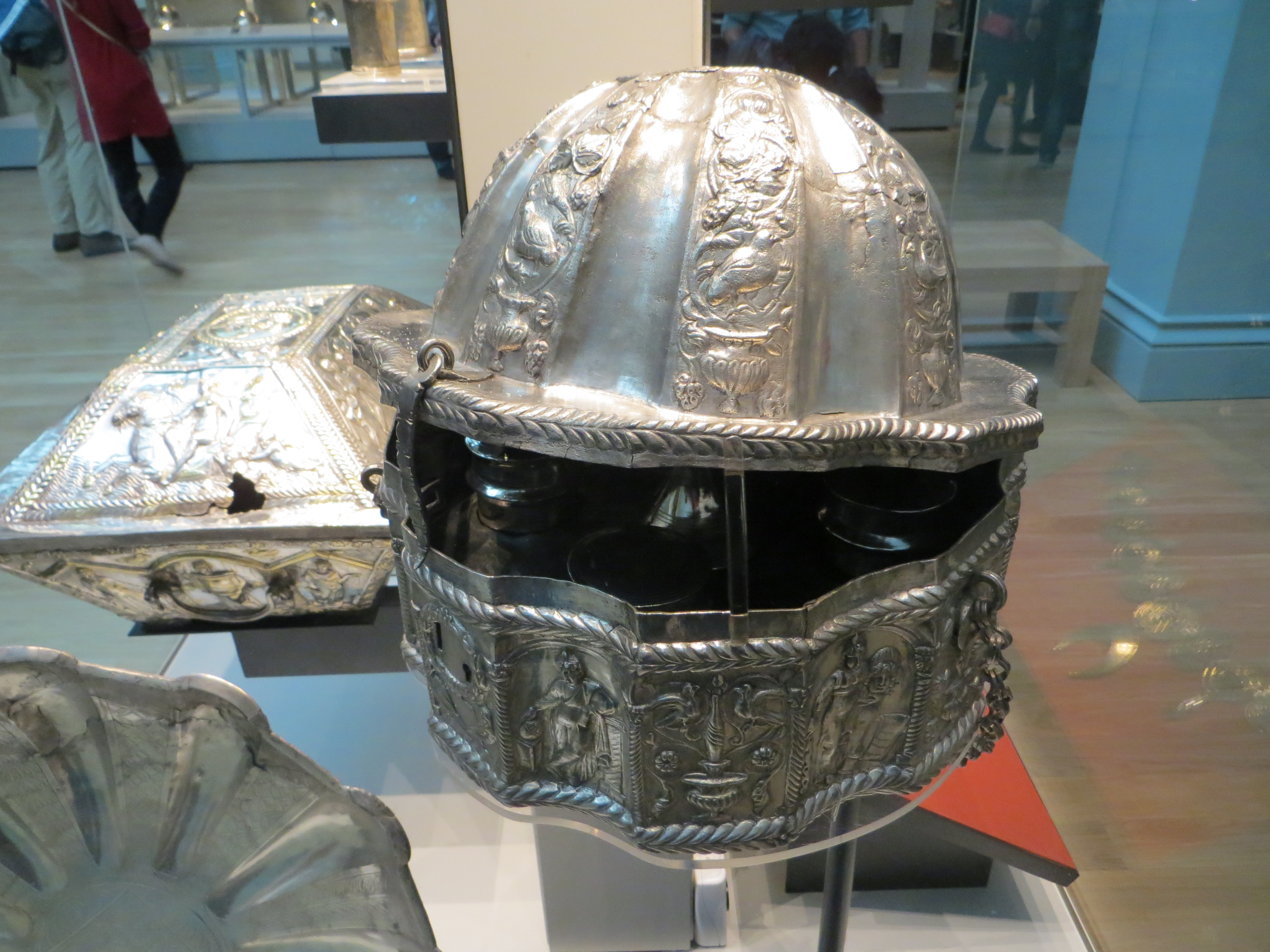
El cofre de las Musas.

El otro objeto destacado en el tesoro es el cofre de las Musas (M&ME 1866,12-29,2), que consiste en una caja de plata de tapa abovedada con una bisagra, suspendida por tres cadenas unidas a un anillo en la tapa, que permiten colgarla. Como lo atestiguan frescos y mosaicos, estas cajas se llevaban a las termas, para transportar las damas sus cosméticos y afeites y volver a acicalarse tras el baño. Tiene 25,4 cm de alto y 33 cm de ancho. El exterior de la caja está decorada con paneles en relieve que muestran ocho de las Nueve Musas bajo arcos de medio punto sostenidos por columnas de fuste retorcido, que alternan con motivos decorativos de hojas de parra, pájaros y flores. El panel superior muestra una figura femenina sin ningún atributo. En la línea del otro cofre, la idea es comparar a la dueña con las Musas. Dentro de la caja se encontraba un conjunto de cinco botellas de plata idénticas o "cuatro botes y un frasco en el centro", que servían para contener ungüentos perfumados. Un cofre aparentemente idéntico es llevado por una sirvienta en el panel posterior del cofre de Projecta, sugiriendo que ambos fueron encargados para la misma boda.
Esta caja también ha viajado, exhibiéndose en Nueva York en 1977–1978, en Roma en 2000, en Milán en 2003, París en 2009 y Chicago en 2012–13.

## Projecta y los Turcii
El Museo británico sigue a Kathleen J. Shelton al datar el tesoro globalmente en el periodo 330–370; Shelton favorece un periodo de unos 20 a 25 años dentro de esa horquilla, con los objetos principales procedentes del mismo taller, y probablemente durante más de una generación dentro de una familia.  
La investigación actual sugiere que el cofre de Projecta y algunos otros elementos del tesoro (pero probablemente no todos ellos) fueron un regalo de boda para los recién casados Projecta y Secundo.

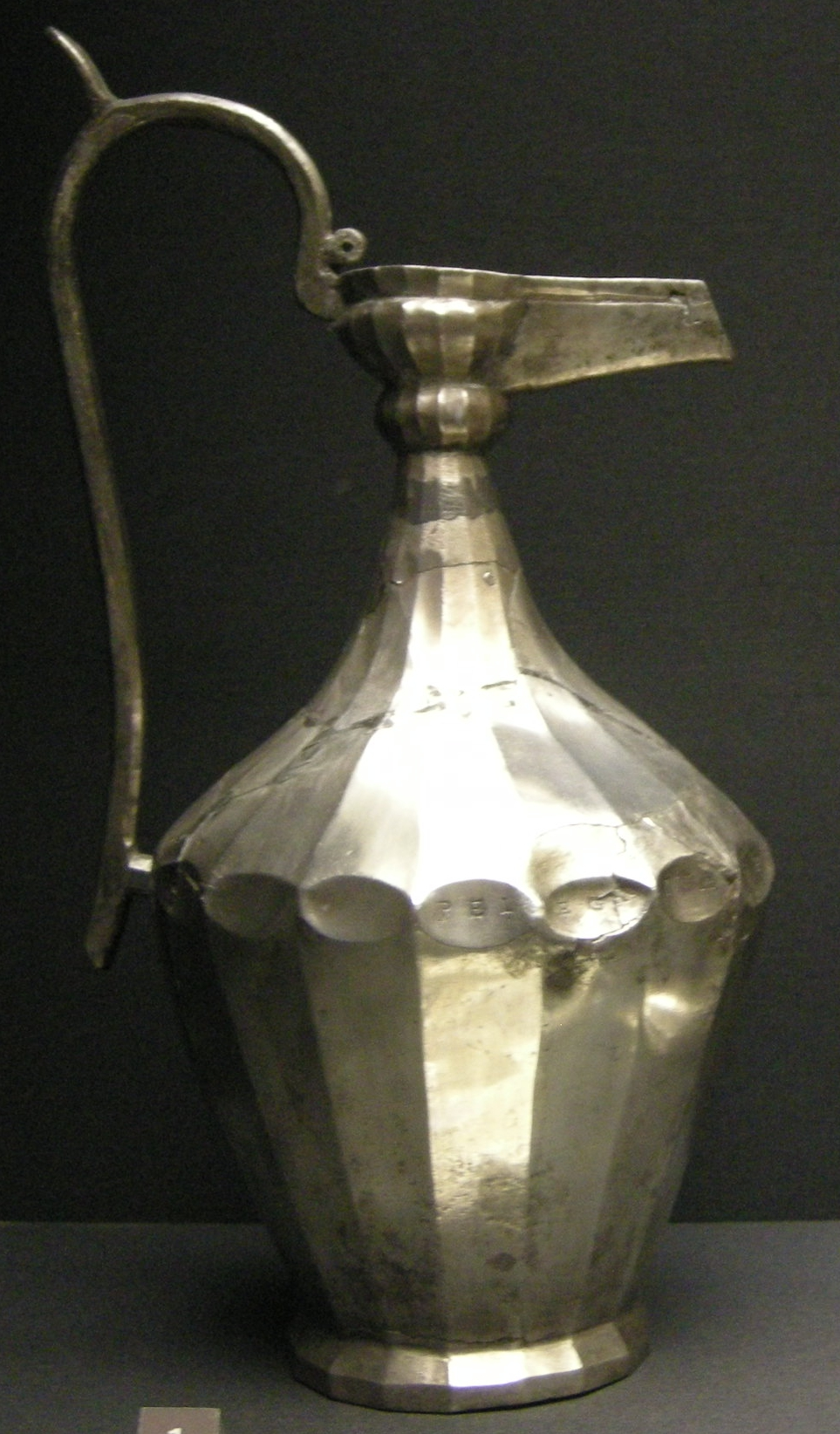
La "jarra Pelegrina"; el nombre puede ser visto en el punto más ancho, a través de tres "hoyuelos" a la derecha.

Dos platos de plata, uno rectangular y el otro circular, están inscritos con un monograma que ha sido traducido como "para Projecta Turci". Basándose en esta evidencia, algunos estudiosos han sugerido que Projecta se casó con L. Turcio Secundo, y dada su edad esto tuvo que ser poco antes de 383. Sin embargo, no todos los monogramas parecen relacionarse con esta pareja, y podría ser que el tesoro represente la plata familiar acumulada durante más de una generación. Una jarra en el tesoro está inscrita con el nombre femenino Pelegrina, pero su identidad también ha sido objeto de mucha especulación, porque no hay más pruebas de su existencia.
Mientras Projecta era evidentemente cristiana, su marido, si fue L. Turcio Secundo, era miembro de una prominente familia romana muchas de las cuales todavía eran paganas a finales del siglo IV. El díptico de marfil Símaco–Nicómaco del mismo periodo y elaborado en Roma muestra iconografía pagana; unos 70 años después de la conversión de Constantino la antigua religión todavía tenía seguidores entre la élite romana. Las cuatro Tiques de las ciudades más grandes y principales del imperio son herrajes para adornar la silla o litera de un alto funcionario; miembros de los Turcii ocuparon muchos de tales cargos. Cameron reclama que la corona de Constantinopla tiene una forma no encontrada en figuras de la Tique de esa ciudad antes de 380, cuando la sede de Constantinopla se elevó de repente como la segunda después Roma, por encima de la anterior Alejandría.
Se cree que el tesoro fue enterrado en la casa de los Turcii en la colina del Esquilino para esconderlo justo antes del ataque visigodo sobre Roma por Alarico I en 410.

## Iconografía pagana y cristiana
A pesar de la inscripción cristiana en la caja de Projecta, la iconografía de la decoración del tesoro es puramente pagana, una mezcla común en la orfebrería romana del periodo desde aproximadamente 350, cuando el arte paleocristiano no había creado todavía una iconografía adecuada para la decoración profana. Tres paneles del cofre están decorados con motivos mitológicos paganos que incluyen a la diosa Venus en una concha, nereidas (ninfas marinas) y erotes montando un ceto (un monstruo marino) y un hipocampo (un monstruo marino con la parte delantera de caballo y la cola de pez). La mezcla de motivos e inscripciones cristianas y paganas puede haber sido también un compromiso reflejando las afiliaciones de la novia cristiana y la familia todavía pagana del novio.

## Galería

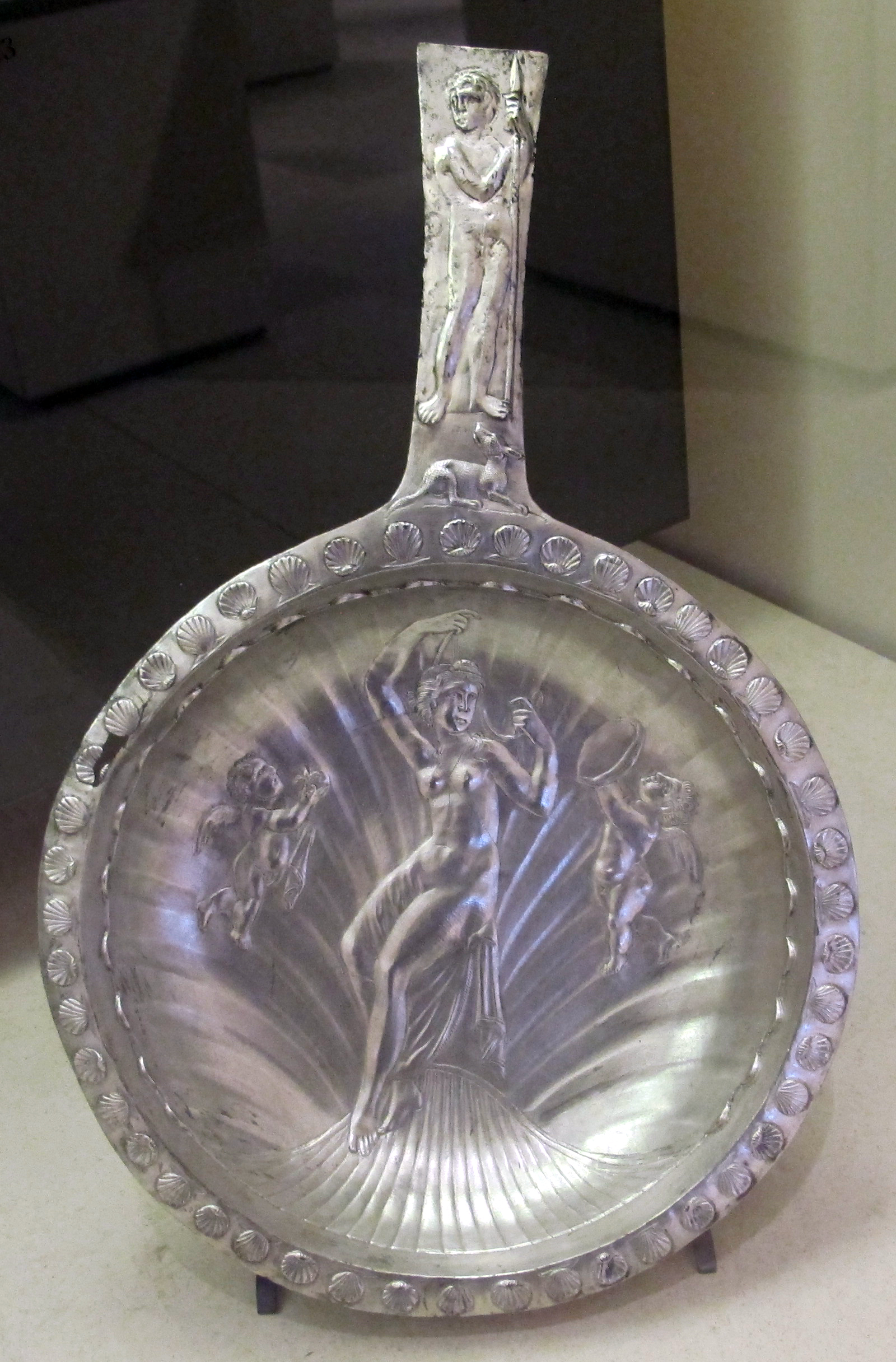
La trulla en París, uno de los dos objetos del tesoro que no se encuentran en el Museo británico. Fue elaborado en un taller diferente de las piezas principales, que conservaba un estilo más clasicista.
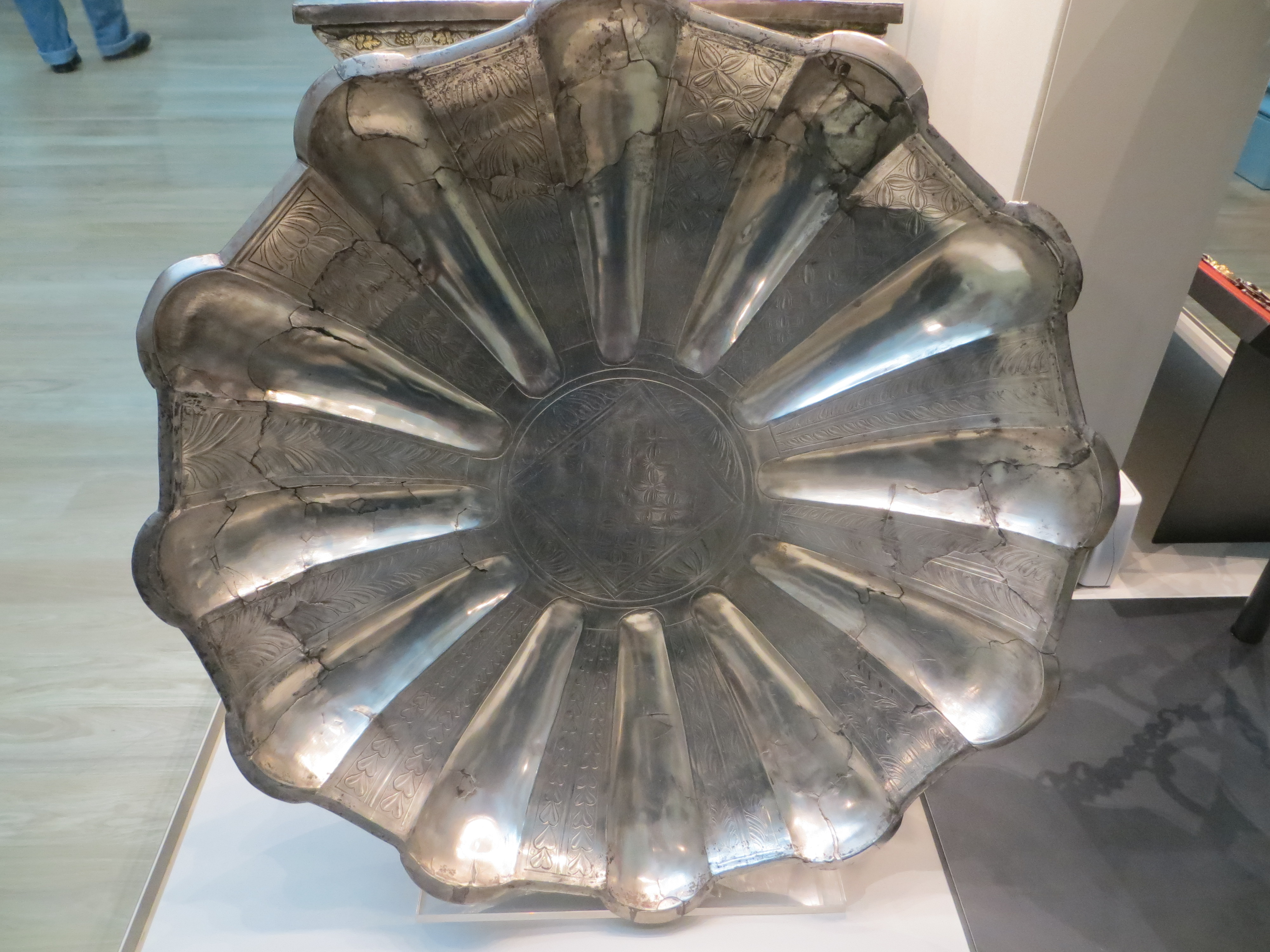
Cuenco estriado del tesoro.
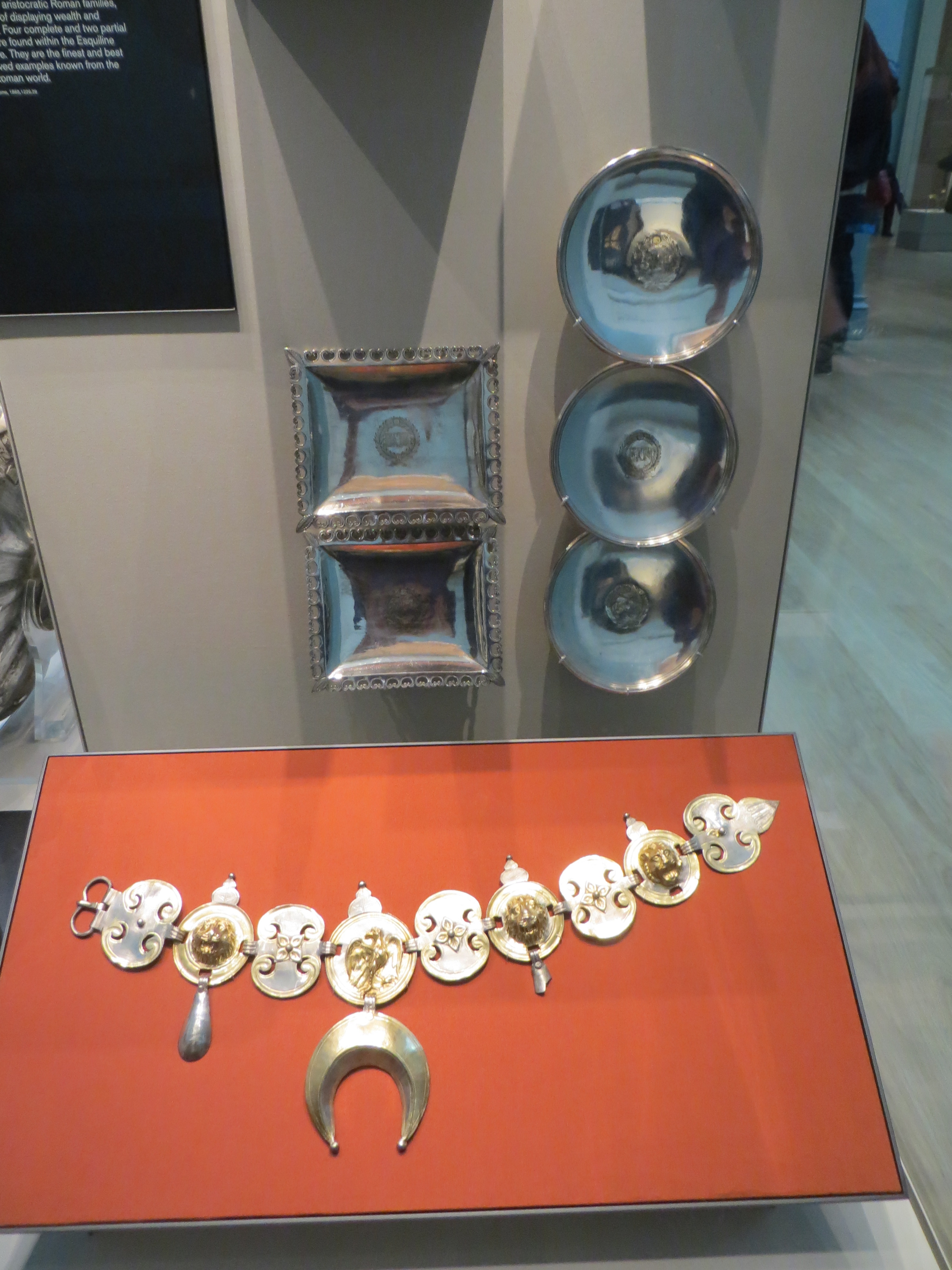
Platos rectangulares, platos circulares y adornos para arreos de caballo.
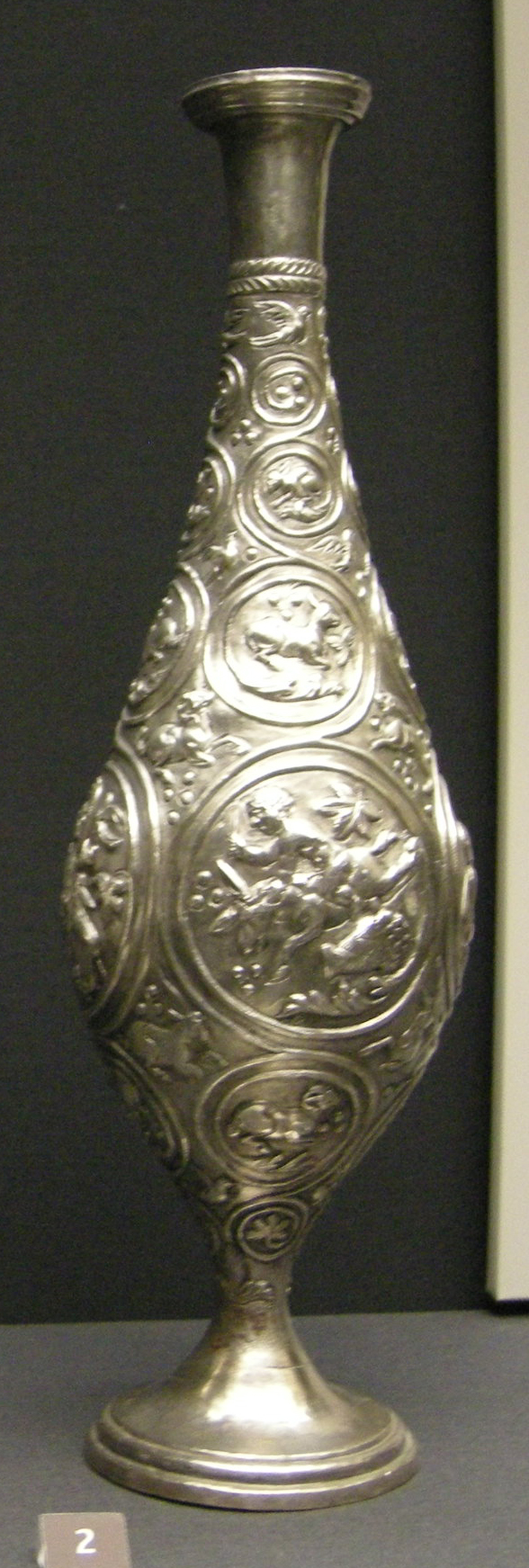
Frasco del tesoro.
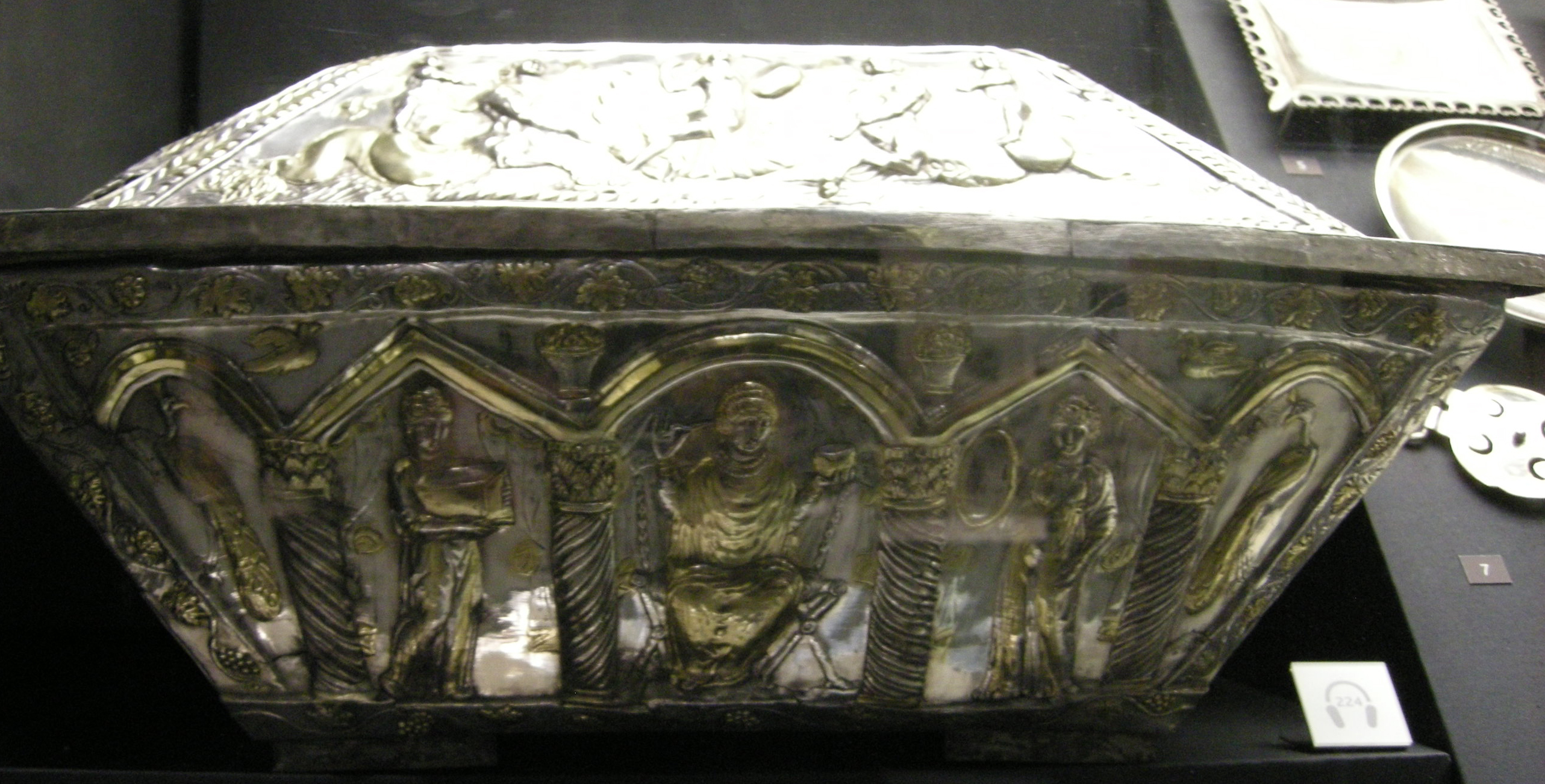
Lado del cofre de Projecta.
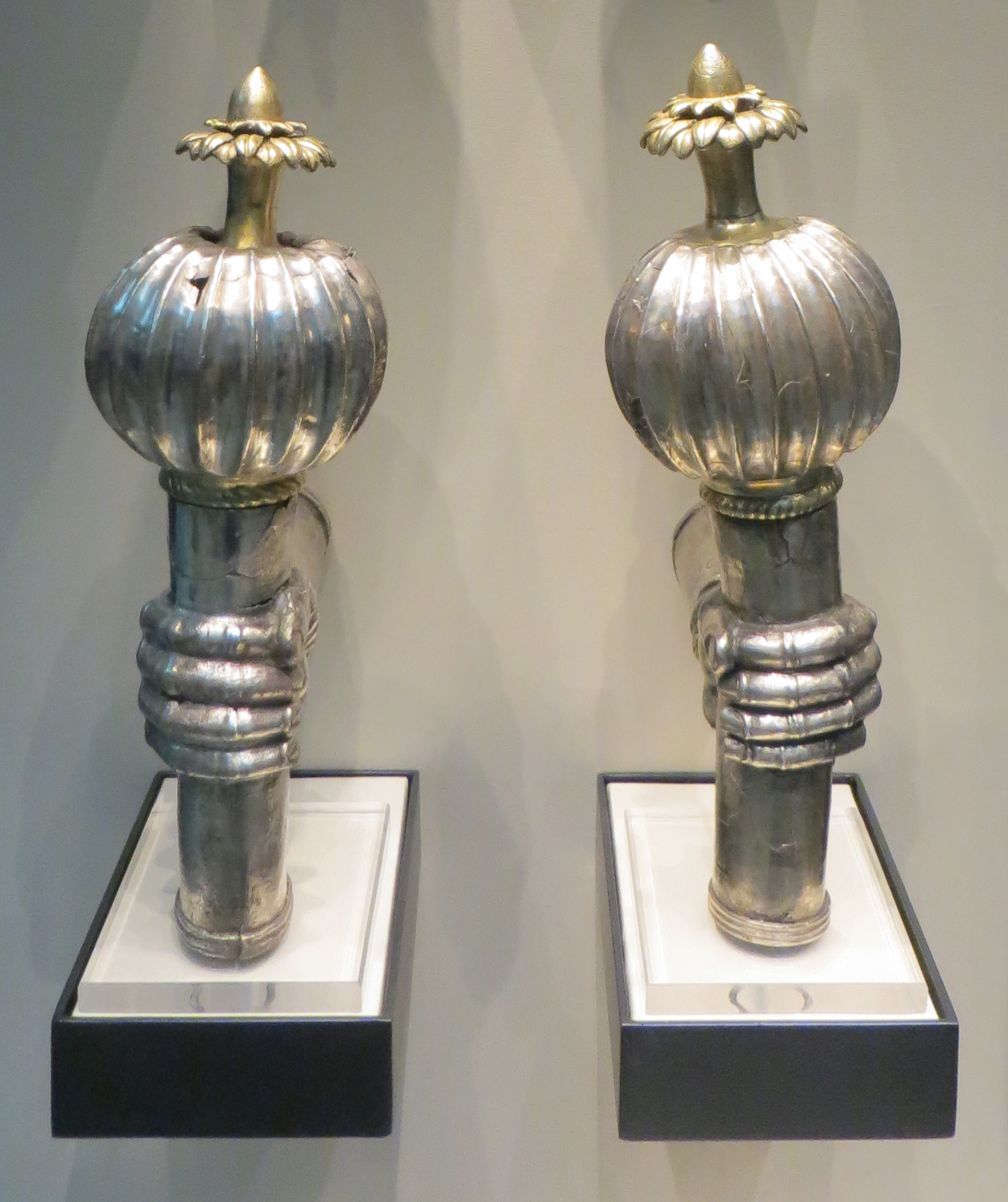
Adorno de un mueble en forma de manos sujetando adornos.
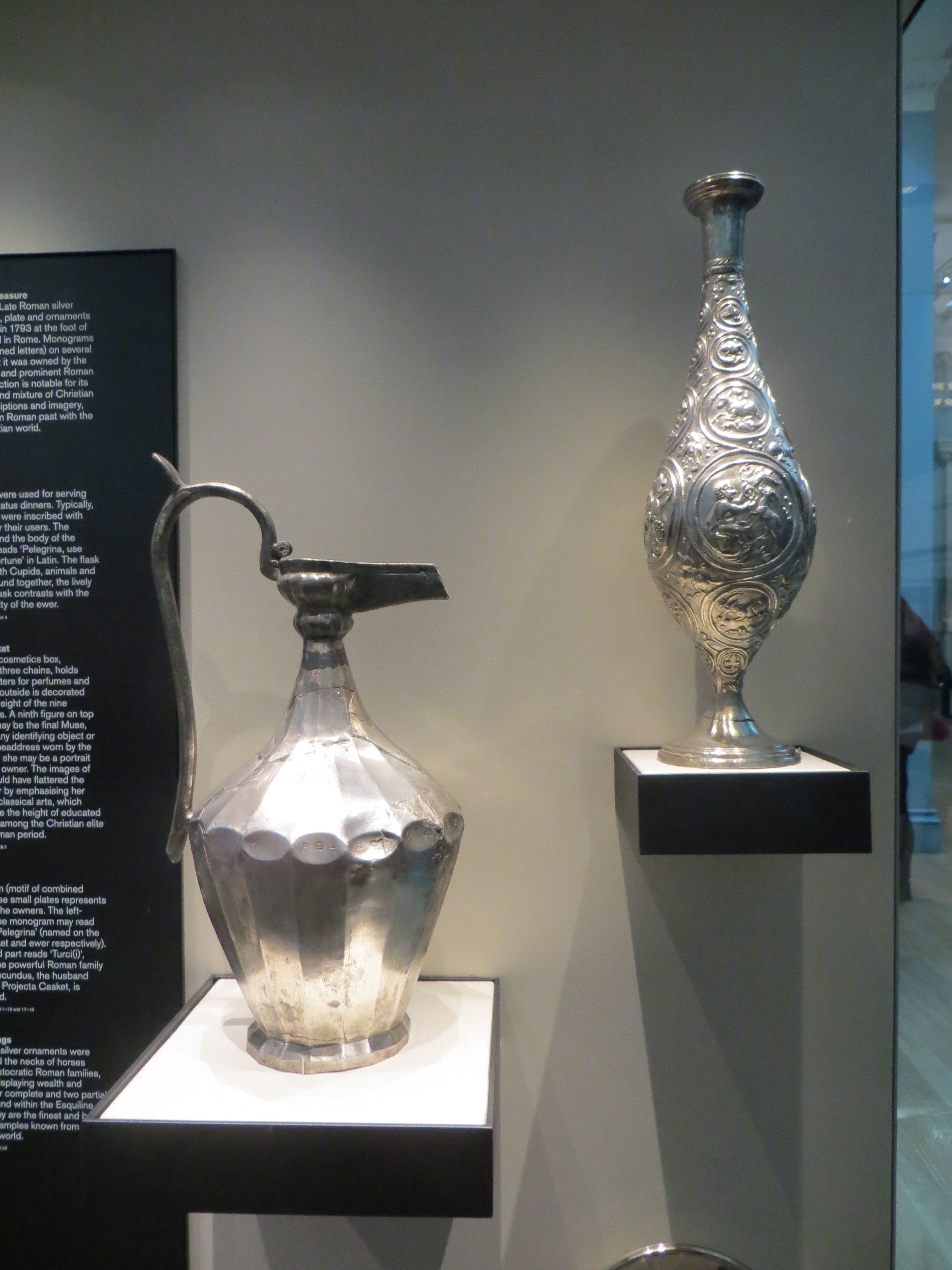
Frasco y jarra del tesoro.